# Comuna Hannivka, Prîazovske
Hannivka (în ucraineană Ганнівка) este o comună în raionul Prîazovske, regiunea Zaporijjea, Ucraina, formată din satele Hannivka (reședința), Mîkolaiivka și Prudentove.

## Demografie
Componența lingvistică a comunei Hannivka
     Rusă (44,18%)
     Bulgară (26,6%)
     Ucraineană (17,52%)
     Belarusă (7,82%)
Conform recensământului din 2001, nu exista o limbă vorbită de majoritatea populației, aceasta fiind compusă din vorbitori de rusă (44,18%), bulgară (26,6%), ucraineană (17,52%), belarusă (7,82%) și armeană (2,17%).